# Günther Antesberger
Günther Antesberger (* 25. April 1943 in Klagenfurt am Wörthersee; † 10. Juli 2024 ebenda) war ein österreichischer Musikwissenschaftler, Komponist, Musiker, Autor, Moderator und Musikredakteur.

## Werdegang
Seine Kindheit verbrachte er mit Bruder Gerhard Antesberger und Mutter Maria Antesberger großteils in Kärnten, wo er auch am Landeskonservatorium seine erste musikalische Ausbildung erhielt. Seine Studien in Graz und Wien schloss er 1968 mit Staatsprüfung und Sponsion ab. 1976 folgte seine Promotion (Musikwissenschaften). Ab 1967 arbeitete er als Leiter der Abteilung Chor- und Volksmusik am ORF-Landesstudio Kärnten, wo er später als Nachfolger von Nikolaus Fheodoroff die gesamte Musikabteilung übernahm. Seit seiner Pensionierung widmete er sich gänzlich der Komposition, außerdem betätigte er sich als Moderator von Konzerten und musikwissenschaftlichen Veranstaltungen. Er spielte Klavier, Orgel, Hackbrett, Blockflöte und Gitarre und bereiste als Instrumentalist mit zahlreichen Ensembles alle Kontinente.
Antesberger erhielt unter anderem den Förderpreis des Landes Kärnten (1976), den Ehrenring des Bundespräsidenten (1976), die Anton Anderluh-Plakette, den Ehrenring und eine Eintragung ins goldene Buch der Stadt Klagenfurt (2013) sowie das Große Goldene Ehrenzeichen des Landes Kärnten (2013) und wurde 2018 vom Kärntner Landeshauptmann Peter Kaiser mit dem Berufstitel „Professor“ ausgezeichnet. Antesberger lebte und arbeitete bis zu seinem Tod im Alter von 81 Jahren in Klagenfurt und war Vater von vier erwachsenen Kindern. 